# Lecanorchis ciliolata
Lecanorchis ciliolata är en orkidéart som beskrevs av Johannes Jacobus Smith. Lecanorchis ciliolata ingår i släktet Lecanorchis och familjen orkidéer. Inga underarter finns listade i Catalogue of Life.